# Scratchpad
Ein Scratchpad ist ein elektronisches Notizsystem für PC oder Smartphone zum Schreiben, Verwalten und Suchen von Notizen, Zeichnungen etc., vergleichbar einem konventionellen Notizbuch (Kladde) oder Zettelkasten. Die Programme werden oft als Personal Information Manager (PIM) oder persönliches Wissensmanagement bezeichnet.
Die Programme erlauben zum Beispiel Verschlagwortung, Suche und Verwaltung von Links auf interne und externe Dokumente sowie Bild-, Audio- und Videodaten. Moderne Lösungen bieten die Synchronisierung der Daten zwischen Desktop-Rechnern und mobilen Clients über einen Cloud-Dienst.
Microsoft OneNote ist ein bekanntes Beispiel, das unabhängig und kostenlos von Microsoft Office genutzt werden. Ein sehr rudimentäres Beispiel sind die sogenannten Kurznotizen (engl. Sticky Notes) als Teil des Betriebssystems Microsoft Windows seit Vista.
Ähnliche Lösungen sind die Programme Notizzettel und Notizen unter Mac OS X und iOS oder das Programm Tomboy. In Android-Betriebssystemen der Firma Samsung ist die App Scrapbook, bzw. Aktionsmemo enthalten.
Betriebssystem- und herstellerübergreifend sind das browserbasierte Evernote und Notion. Weitere Programme sind – neben anderen – Google Keep, MyInfo, Zettels und ZKN3.